# Marie de Guise

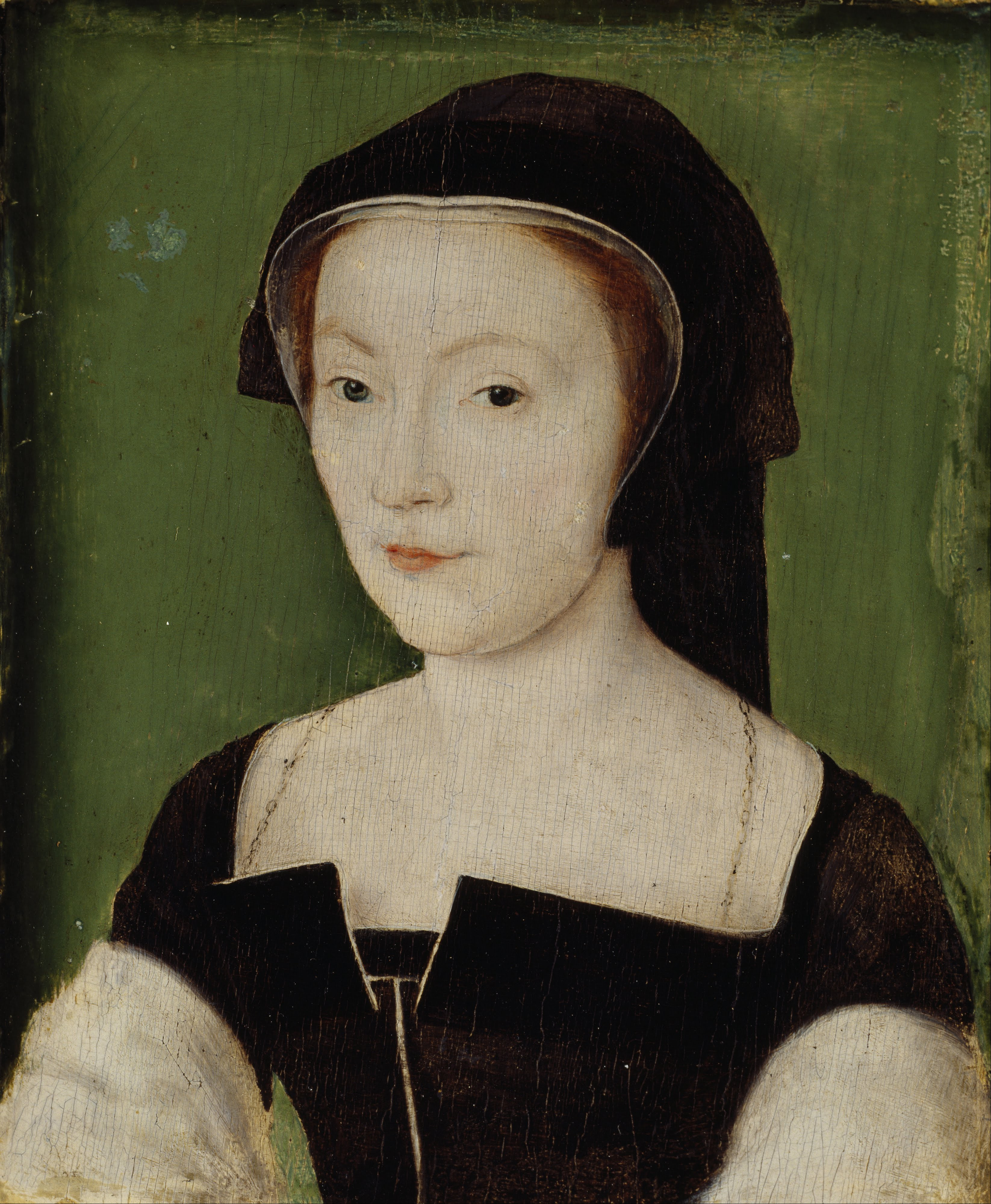
Marie de Guise (um 1537)

Marie de Guise (auch Marie von Lothringen-Guise genannt; englisch Mary of Guise; * 22. November 1515 in Bar-le-Duc, Lothringen; † 11. Juni 1560 in Edinburgh Castle) entstammte dem mächtigen französischen Adelsgeschlecht der Guise, einer jüngeren Linie des Hauses Vaudémont, der regierenden Herzöge von Lothringen, und war als zweite Ehefrau des verwitweten Jakob V. von 1538 bis 1542 Königin von Schottland. Ein gutes Jahrzehnt nach dem Tod Jakobs übernahm sie von 1554 bis zu ihrem Tod für ihre noch minderjährige Tochter Maria Stuart die Regentschaft von Schottland, die bis dahin über ein Jahrzehnt lang James Hamilton, 2. Earl of Arran geführt hatte, war aber in ihren letzten beiden Lebensjahren in heftige Kämpfe gegen aufständische protestantische Adlige verstrickt.

## Jugend
Marie de Guise war das älteste von insgesamt zwölf Kindern von Claude de Lorraine, Graf und seit 1528 Herzog von Guise, und seiner Frau Antoinette de Bourbon. Zu ihren Brüdern zählten u. a. Herzog Franz von Guise, Kardinal Karl von Lothringen und Herzog Claude von Aumale.
Zur Zeit von Maries Jugend hatte die Ära der Renaissance in Frankreich Einzug gehalten, König Franz I. war ein Patron der Künste und Literatur und sein Hof ein kulturelles Zentrum, was die französischen Adligen sehr beeinflusste. Als sich Maries Großmutter väterlicherseits, Philippa von Geldern, im Dezember 1519 in das Klarissen-Kloster von Pont-à-Mousson zurückzog, übersiedelten Maries Eltern in deren vormalige Residenz, das Schloss von Joinville. Die in ihrer frühen Kindheit besonders unter dem Einfluss ihrer Mutter stehende Marie kam dann zur weiteren Erziehung in das Kloster ihrer Großmutter. Im Zeitalter der Renaissance wurde es nämlich in Adelskreisen zunehmend üblich, nicht nur den Söhnen, sondern auch den Töchtern eine fundierte Ausbildung angedeihen zu lassen, wozu auch moralisch-religiöse Erziehung gehörte.
1529 zog Marie für ein Jahr nach Nancy an den Hof ihres Onkels, des Herzogs Antoine von Lothringen, und dessen Gattin Renée de Bourbon-Montpensier. Dort erlernte sie die feineren Regeln der Hofetikette. Im März 1531 wurde die 15-jährige, körperlich großgewachsene Prinzessin, die graue Augen und rotbraune Haare hatte, von ihrem Onkel am französischen Königshof vorgestellt. Sie war Anfang Mai 1531 bei der Krönung der zweiten Gattin Franz’ I., der Habsburgerin Eleonore, anwesend und befand sich im Gefolge der neuen Königin bei deren anschließendem feierlichen Einzug in Paris. Marie wurde nun Eleonores Hofdame und genoss die Gunst des Königs.

## Erste Ehe
Am 4. August 1534 heiratete die 18-jährige, von ihrem Vater mit einer Mitgift von 80.000 Pfund ausgestattete Marie de Guise ihren ersten Mann, den 24-jährigen Herzog Louis II. d’Orléans-Longueville, in der Kapelle des Louvre-Palastes. Zahlreiche Persönlichkeiten des Hofs wohnten diesem festlichen Ereignis bei. Die darauf folgenden Feierlichkeiten zogen sich mehr als zwei Wochen hin. Aus der sehr glücklich verlaufenden Ehe des Paares gingen zwei Söhne hervor:
- François (* 30. Oktober 1535; † 22. September 1551), Herzog von Longueville
- Louis (4. August 1537; † Dezember 1537)

Marie setzte sich sehr für die Anliegen der Pächter der Ländereien ihres Gemahls ein. Am 1. Januar 1537 war sie bei der Hochzeit ihres späteren zweiten Ehemanns, Jakob V. von Schottland mit Madeleine, einer Tochter des französischen Königs, in Paris zugegen. Bereits am 9. Juni 1537 starb Maries erster Gatte in Rouen. Die junge Witwe hob sich den – heute in der schottischen Nationalbibliothek aufbewahrten – letzten Brief ihres verstorbenen Gemahls, der seine Krankheit erwähnte, lebenslang auf. Etwa acht Wochen nach seinem Ableben, am 4. August, bekam sie ihren zweiten Sohn Louis, der aber noch vor dem Jahresende 1537 starb.

## Heirat mit Jakob V. von Schottland

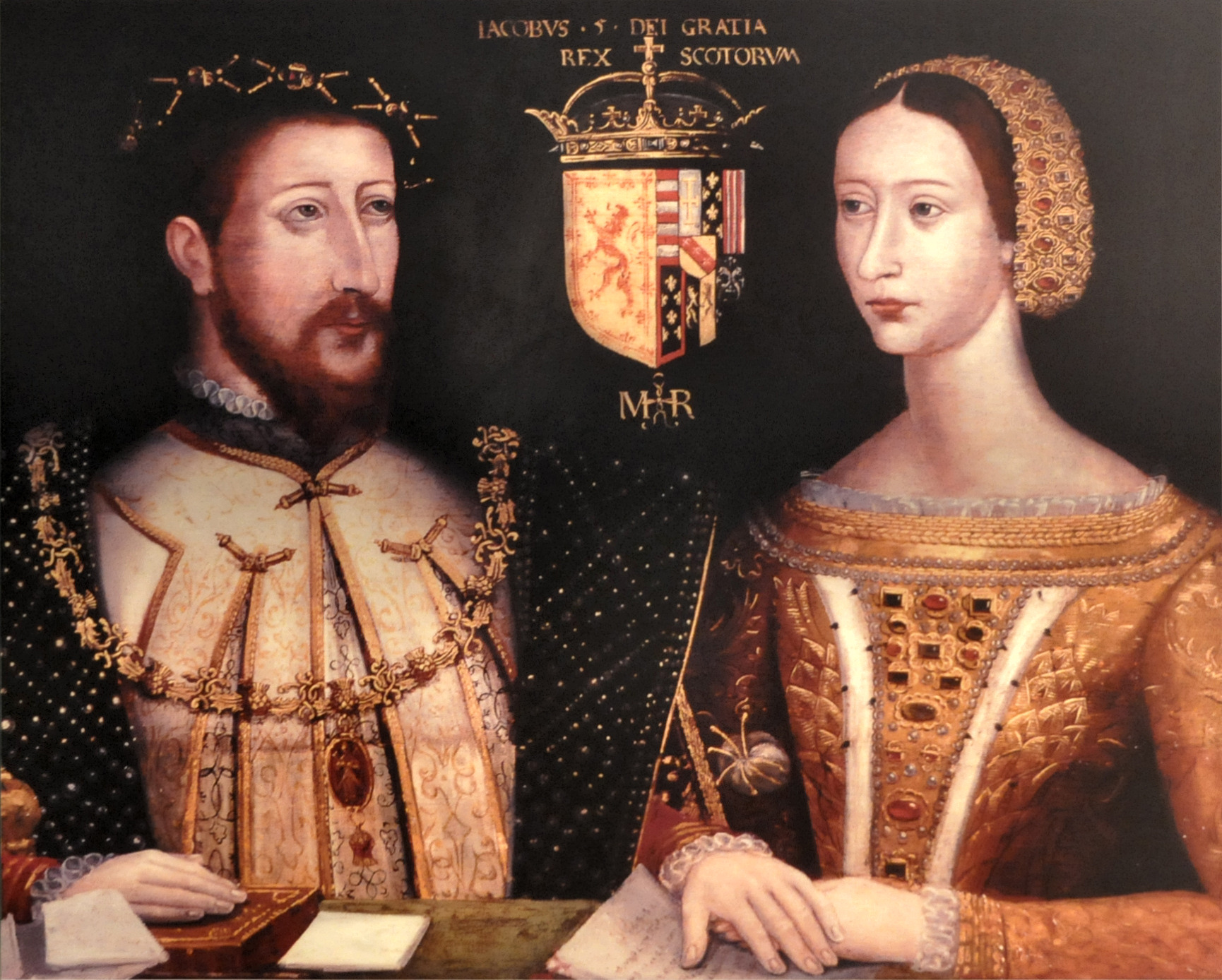
Marie de Guise mit ihrem zweiten Mann Jakob V.

Jakob V. von Schottland verlor seine Frau Madeleine schon am 7. Juli 1537 und war an einer neuerlichen französischen Verbindung sehr interessiert, um die gegen England gerichtete Auld Alliance zu stärken. Er soll sich bereits bei seinem früheren Besuch in Frankreich anlässlich seiner Hochzeit mit Madeleine sehr zu Marie de Guise hingezogen gefühlt haben. Diese erfuhr jedenfalls im August 1537 durch den französischen König, dass ihre Vermählung mit Jakob V. im Raum stand. Für die schottische Seite nahm der spätere Kardinal David Beaton führenden Anteil an den Heiratsverhandlungen. Marie reagierte geschockt; sie wünschte Familie und Land nicht zu verlassen und die Longueville-Erbgüter für ihren minderjährigen Sohn François zu verwalten. Zur Verhinderung des geplanten schottisch-französischen Heiratsbündnisses trat der seit Ende Oktober 1537 zum dritten Mal verwitwete König Heinrich VIII. von England ebenfalls als Bewerber um Maries Hand auf, die aber angesichts Heinrichs Verhalten gegenüber seinen früheren Gemahlinnen nichts von einer Eheverbindung mit ihm wissen wollte.
König Franz I. präferierte ohnehin Maries Verheiratung nach Schottland und befahl ihr ausdrücklich, sich dieser nicht länger zu widersetzen. Marie fügte sich, war aber bestürzt, dass der französische König für sie einen Ehevertrag vorbereitet hatte, gemäß dem ein beträchtlicher Teil der für sie festgesetzten Aussteuer in der Höhe von 150.000 Pfund aus der Hinterlassenschaft ihres verstorbenen Gemahls, mithin aus dem Erbe ihres Sohns François aufzubringen wäre. Sie konnte schließlich erreichen, dass laut dem im März 1538 besiegelten Ehevertrag ihr Vater die Zahlung von 80.000 Pfund der Mitgift und der französische König jene der restlichen 70.000 Pfund übernahm. Falls sie ihren zweiten Gatten überleben würde, sollte sie als Leibgedinge zur lebenslangen Nutzung den Falkland Palace, das Stirling Castle, Dingwall Castle und Threave Castle sowie die Einnahmen aus den zugehörigen Graf- und Herrschaften erhalten.
Nach der Erteilung der aufgrund der Blutsverwandtschaft mit ihrem Bräutigam nötigen Dispens durch Papst Paul III. vermählte Marie sich am 9. Mai 1538 in Châteaudun per Prokuration mit Jakob V., der dabei vom schottischen Adligen und Politiker Robert, 4. Lord Maxwell vertreten wurde. Daraufhin musste Marie den zweijährigen François in der Obhut ihrer Mutter zurücklassen, als sie in Begleitung ihres Vaters, ihrer Schwester Louise und eines französischen Gefolges auf einer von Jakob V. gesandten Flotte von Le Havre nach Schottland übersetzte, wo sie am 16. Juni 1538 bei Balcomie in Fife landete. Am übernächsten Morgen fand ihre von David Beaton geleitete persönliche Hochzeit mit Jakob V. in der Kathedrale von St Andrews statt. Zu den folgenden 40-tägigen Festlichkeiten zählten u. a. Turniere, Bogenschützenwettkämpfe und Jagdausflüge. Jakobs Mutter Margaret Tudor schrieb ihrem Bruder Heinrich VIII. im Juli, dass sich ihre Schwiegertochter sehr aufmerksam ihr gegenüber benehme. Maries Verwandte und französischen Diener reisten im August wieder ab, sie selbst hielt am 16. November 1538 ihren feierlichen Einzug in Edinburgh.

## Königin von Schottland
In den nächsten Jahren machte Marie de Guise sich mit ihrem neuen Land vertraut. Zwar verspürte sie anfangs Heimweh, suchte aber doch möglichst taktvoll ihrer neuen Rolle als Königin zu entsprechen. Sie bat ihre Mutter um die Entsendung französischer Steinmetze für Arbeiten am Falkland Palace und Stirling Castle sowie lothringischer Bergleute zum Abbau wertvoller Lagerstätten von Crawfordmuir. Zur Verschönerung ihrer Paläste beschäftigte sie auch den französischen Maler Pierre Quesnel.
Die vordringlichste Aufgabe bestand für Marie darin, einen Thronerben auf die Welt zu bringen. Erst als absehbar war, dass sie ihrem Gemahl Nachwuchs gebären würde, fand ihre Krönung zur Königin von Schottland am 22. Februar 1540 in der Holyrood Abbey in Edinburgh statt. Der königliche Goldschmied John Mosman hatte für Jakob V. eine neue Krone hergestellt, die der König bei der Krönung seiner Gattin trug. Diese Zeremonie wurde u. a. von 30 Salutschüssen, die vom Davids Tower des Edinburgh Castle abgefeuert wurden, sowie von Feuerwerken begleitet. Drei Monate nach ihrer Krönung folgte die Geburt von Maries erstem Sohn von Jakob V., woraufhin das Paar noch einen weiteren Sohn und eine Tochter bekam:
- James (* 22. Mai 1540; † Ende April 1541), Herzog von Rothesay
- Robert (* 24. April 1541; † Ende April 1541), Duke of Albany
- Maria Stuart (* 8. Dezember 1542; † 8. Februar 1587), Königin von Schottland und Frankreich

Anders als im Fall ihres ältesten Sohnes François durfte Marie ihren Sohn James nicht selbst aufziehen. Allerdings lebten ihre beiden Söhne von Jakob V. nur kurz; nachdem zuerst James im Alter von knapp einem Jahr Ende April 1541 verstorben war, erlitt sein jüngerer, erst einige Tage alter Bruder Robert nur wenige Stunden danach das gleiche Schicksal. Beide Kleinkinder fanden ihre letzte Ruhestätte in der Holyrood Abbey. Die königlichen Eltern waren über diese Unglücksfälle tief erschüttert und ihre Beziehung war monatelang gespannt. Jakob V. hielt sich eine im Tantallon Castle residierende Geliebte.
Im nächsten Jahr führte Jakob V. zur Behauptung der schottischen Unabhängigkeit gegen den englischen König Krieg. Am 24. November 1542 verlor jedoch ein schottisches Heer die Schlacht von Solway Moss gegen Heinrich VIII. Der darüber verzweifelte Jakob V. erfuhr noch von der am 8. Dezember 1542 zu Linlithgow erfolgten Geburt seiner Tochter Maria Stuart, starb aber bereits sechs Tage später im Alter von nur 30 Jahren, was das Baby zur Königin von Schottland machte. Jakobs Gattin Marie war nun zum zweiten Mal Witwe geworden und trug fortan lebenslang schwarze Trauergewänder. Es wäre ihr zwar laut dem Ehevertrag freigestanden, in ihre Heimat zurückzukehren, zur Wahrung der Interessen ihrer kleinen Tochter machte sie jedoch von diesem Recht keinen Gebrauch.

## Krieg mit England (Rough Wooing)
Heinrich VIII. versuchte nun, mit Schottland eine anti-französische Allianz zu erreichen; letztlich wollte er sein nördliches Nachbarland aber annektieren. Marie de Guise fand bei den schottischen Baronen nicht genug Unterstützung, um Regentin werden zu können. Stattdessen kam es zwischen James Hamilton, 2. Earl of Arran, dem Nächsten in der Thronfolge nach Maria Stuart, und Kardinal David Beaton zu einem Machtkampf um die Übernahme der Regentschaft, aus dem Ersterer als Sieger hervorging: Arran wurde am 3. Januar 1543 von den Adligen des Landes zum Regenten für die minderjährige Königin ernannt. Kurz danach wurde Beaton verhaftet.
Zunächst betrieb Arran eine englandfreundliche Politik, während Beaton einen profranzösischen Kurs verfolgte und Haupt der schottischen Katholiken war. Marie de Guise, die sich in Linlithgow praktisch in Arrans Gewahrsam befand, hatte sich auf die Seite des Kardinals geschlagen und bewog einen erbitterten Rivalen Arrans, den in Frankreich lebenden Matthew Stewart, 4. Earl of Lennox, zur Rückkehr nach Schottland, um die Macht des Regenten zu schwächen. Am 12. März 1543 beschloss das schottische Parlament aber unter anderem, dass Maria Stuart – wie von Heinrich VIII. gewünscht – die Gattin des englischen Thronerben Eduard werden sollte, eine Absichtserklärung, die auch in den am 1. Juli 1543 zwischen England und Schottland geschlossenen Verträgen von Greenwich aufgenommen wurde. Der militärische Druck von Lennox und dem mittlerweile wieder freigekommenen Beaton zwang Arran jedoch noch im gleichen Monat, dem Umzug von Marie de Guise und ihrer kleinen Tochter von Linlithgow in das sicher befestigte Stirling Castle zuzustimmen.
Arran rückte von seinem proenglischen Kurs ab und verbündete sich mit seinem früheren Kontrahenten Kardinal Beaton, woraufhin die kleine Königin Maria Stuart am 9. September 1543 gekrönt wurde. Nun wurde Marie de Guise an die Spitze eines neu geschaffenen, 16-köpfigen Regentschaftsrates gesetzt, der die Handlungen Arrans überwachen sollte. Für den 19. September bestellte sie den englischen Gesandten Ralph Sadler vor dieses Gremium, um mit ihm über die englisch-schottischen Beziehungen zu diskutieren. Der am 6. Oktober angekommene französische Botschafter Jacques de la Brosse unterbreitete aber das Angebot eines erneuten Bündnisses mit seinem Land, verbunden mit Hilfe gegen die Pläne Heinrichs VIII. Tatsächlich kündigte das schottische Parlament im Dezember 1543 die Verträge mit England und nahm die Auld Alliance mit Frankreich wieder auf.
Heinrich VIII. wollte nun die Verheiratung Maria Stuarts mit seinem Sohn Eduard gewaltsam erzwingen, woraus sich ein bis 1550 andauernder militärischer Konflikt zwischen England und Schottland entwickelte. Dieser wurde später als Rough Wooing (d. h. „unsanfte Brautwerbung“) bezeichnet. Als erste größere feindselige Aktion brannte dabei eine englische Invasionsarmee unter dem Kommando von Edward Seymour, Earl of Hertford am 7. Mai 1544 Edinburgh nieder. Obwohl Arran für diese Schlappe verantwortlich gemacht wurde, konnte er gemeinsam mit Beaton eine Übertragung der Regentschaft auf Marie de Guise verhindern und sich weiter im Amt halten.
Nach weiteren Einfällen in Schottland erlitt ein starkes englisches Heer am 27. Februar 1545 in der Schlacht bei Ancrum Moor eine vernichtende Niederlage gegen Arran. Im nächsten Jahr suchte Heinrich VIII. den Kardinal Beaton beseitigen zu lassen, der dann auch am 29. Mai 1546 von jungen Adligen ermordet wurde. Ein Anhänger Maries, George Gordon, 4. Earl of Huntly, wurde Beatons Nachfolger als schottischer Lordkanzler. Trotz des am 28. Januar 1547 erfolgten Todes Heinrichs VIII. ging der schottisch-englische Konflikt weiter und der mittlerweile zum Lordprotektor und Herzog von Somerset erhobene Edward Seymour fügte Arrans Heer am 10. September 1547 die schwere Niederlage bei Pinkie Cleugh zu. Die Engländer besetzten anschließend große Teile Südschottlands und rückten nach Stirling Castle vor, um die Auslieferung Maria Stuarts zu erzwingen. Diese wurde allerdings auf Anordnung ihrer Mutter in das Kloster Inchmahome Priory auf einer Insel im Lake of Menteith in Sicherheit gebracht.
Marie de Guise nahm den vom französischen König Heinrich II. durch seinen Botschafter Henri Cleutin, Herrn von Oysel, übermittelten Vorschlag an, für die Leistung bedeutender französischer Militärhilfe gegen die Engländer ihre Tochter dem Dauphin, dem späteren Franz II., zur Gemahlin zu versprechen. Auf ihr Betreiben akzeptierten auch die am 8. Februar 1548 in Stirling versammelten Adligen diesen Plan, die auch die Verlegung von Maria Stuarts Aufenthaltsort nach Frankreich beschlossen, wo das Mädchen Aussicht auf größere Sicherheit hatte. Inzwischen flammten die Kämpfe mit England wieder auf. Im Juni brachte der französische Edelmann und Militär André de Montalembert, Seigneur d’Essé, 6.000 Soldaten nach Schottland, die schließlich auf Drängen Maries de Guise gemeinsam mit schottischen Einheiten Arrans die von den Engländern eroberte, im heutigen East Lothian befindliche Stadt Haddington belagerten. Den dabei auftretenden Kampfhandlungen wohnte Marie persönlich bei. Die endgültige Bestätigung ihrer ausgehandelten französisch-schottischen Heiratsallianz erfolgte am 7. Juli durch die Unterzeichnung des Vertrags von Haddington. Am 9. Juli kamen mehrere Personen von Maries Gefolge in ihrer unmittelbaren Nähe durch englischen Beschuss aus Haddington ums Leben; die schockierte, aber unverletzt gebliebene Königinwitwe selbst wurde ohnmächtig. Die Belagerung der Stadt blieb indessen vorerst erfolglos.
Im August 1548 wurde Maria Stuart in Begleitung Arrans nach Frankreich geschickt. Marie de Guise wollte mit ihrer Tochter von Dumbarton bis Whithorn segeln, um dort eine Wallfahrt zu unternehmen, kehrte aber stattdessen wegen einer in Edinburgh abgehaltenen Ratssitzung zurück. In einem Brief an ihren Vater und Onkel beklagte sie sich, dass sie an Gicht oder Ischias leide sowie über das Benehmen der Franzosen, die fast schlimmer als die Engländer hausten. Letztere zogen im September 1549 zur Befriedigung Maries aus Haddington ab. Zu Weihnachten 1549 erreichte Marie auf einer in Stirling Castle anberaumten Konferenz, dass mehr französische Kanonen für die Belagerung von Broughty Castle (einem historischen Schloss nahe Dundee) geliefert würden. Im Februar 1550 beobachtete sie den erfolgreichen Angriff auf Broughty Castle, diesmal klugerweise von einem günstigen, jenseits des Flusses Tay gelegenen Aussichtspunkt. Im Vertrag von Boulogne (24. März 1550) wurde schließlich Friede zwischen England und Frankreich geschlossen, und auch Schottland war in diesen Vertrag eingeschlossen.

## Aufenthalt in Frankreich und England
Nun plante Marie de Guise, deren Vater Claude de Lorraine am 12. April 1550 im Alter von 53 Jahren starb, ihre Heimat Frankreich zu besuchen. Im Auftrag des französischen Königs holte Leone Strozzi Marie de Guise mit einem Geschwader von Schottland ab. Sie segelte mit einem Gefolge von vielen schottischen Adligen am 6. September 1550 von Leith ab und kam am 19. September in der nordfranzösischen Hafenstadt Dieppe an. Am 25. September wurde sie vom König ehrenvoll in Rouen empfangen und wohnte dort einer Feier der letzten französisch-schottischen Siege im vergangenen Krieg bei. Dann reiste sie nach Paris.
In Frankreich sah Marie de Guise nicht nur ihre Tochter Maria Stuart wieder, sondern erstmals nach zwölf Jahren auch ihren Sohn aus erster Ehe, François. Den Winter 1550/51 verbrachte sie am französischen Hof in Blois und suchte König Heinrich II. dazu zu bewegen, sie bei der geplanten Übernahme der Regentschaft von Schottland zu unterstützen und ihr auch finanzielle Hilfe zu leisten. Nach Ansicht des englischen Botschafters John Mason übte Marie zu viel Einfluss an Heinrichs Hof aus.
Im April 1551 war Marie de Guise erschüttert, als sie von einer Verschwörung zur Vergiftung ihrer Tochter erfuhr. Den Sommer verbrachte sie mit Heinrich II. und kam dabei nach Tours, Angers und Nantes; dann reiste sie in die Bretagne. Anschließend besuchte sie ihre verwitwete Mutter in Joinville. Als sie sich auf den Weg nach Dieppe machte, um von dort aus wieder nach Schottland zurückzukehren, wurde sie von ihrem Sohn François begleitet, der aber zu ihrer Betrübnis am 22. September unterwegs in Amiens im Alter von knapp 16 Jahren starb.
Nach ihrem gut einjährigen Aufenthalt in Frankreich verließ Marie dieses Land wieder, als sie Mitte Oktober 1551 von Dieppe abfuhr. Sie segelte zunächst nach England und wurde dabei durch einen Sturm nach Portsmouth verschlagen, wo sie landete und die erste Nacht in der Southwick Priory verbrachte. Sie begab sich nach London, machte u. a. im Hampton Court Palace Station und dinierte am 4. November mit König Eduard VI. im Palace of Westminster. Prinzessin Elisabeth war beim Besuch Maries de Guise anwesend, während Prinzessin Maria ihr Kommen verweigerte. Von Eduard VI. erhielt Marie de Guise einen ehemals der letzten Gattin Heinrichs VIII., Catherine Parr, gehörigen Diamantring. Sie reiste dann nordwärts nach Schottland, wo sie Ende November 1551 ankam und von einigen schottischen Baronen in Berwick begrüßt wurde. In den nächsten beiden Jahren konnte sie aber trotz ihrer nunmehr gestärkten Stellung noch nicht erreichen, dass der 1548 von Heinrich II. zum Herzog von Châtelherault erhobene Earl of Arran die Regentschaft zu ihren Gunsten niederlegte.

## Erste Jahre der Regentschaft in Schottland
Schließlich trat der nunmehrige Herzog von Châtelherault gegen verschiedene Zugeständnisse wie dem Versprechen finanzieller Zuwendungen und der Versicherung, dass er im Fall von Maria Stuarts kinderlosem Tod nächster Thronanwärter sein würde, von seinem Posten als Regent widerwillig zurück. Das Parlament übertrug nun Marie de Guise am 12. April 1554 die Regentschaft, deren Ausübung sich für sie als schwierige Aufgabe erweisen sollte. Zu Ostern sandte die elfjährige Maria Stuart ihrer Mutter zu deren Erhebung Glückwünsche von Schloss Meudon, wo sie sich damals bei ihrer Großmutter und ihrem Onkel, dem Kardinal Karl von Lothringen, aufhielt.
Anfangs verfolgte die Regentin einen recht konzilianten, auf Ausgleich bedachten politischen Kurs, bemühte sich aber, ihre Macht auf Kosten der schottischen Barone zu stärken. Sie ersetzte Châtelheraults Männer durch eigene Vertrauensleute und konsultierte häufig ihre beiden in Frankreich sehr einflussreichen Brüder, den Kardinal Karl von Lothringen und den Herzog Franz von Guise. Dabei suchte sie ihre Politik mit jener ihrer Brüder abzustimmen. Henri Cleutin wirkte während Maries Regentschaft weiterhin als Botschafter König Heinrichs II. und besuchte bisweilen ihren Kronrat. Zum Unwillen des auf der Wahrung der Unabhängigkeit seines Landes bedachten schottischen Adels übertrug Marie vielen Franzosen hohe öffentliche Ämter. So wurde Yves de Rubay königlicher Siegelbewahrer und trat damit faktisch an die Stelle des bei Marie kurz nach deren Übernahme der Regentschaft in Ungnade gefallenen Lordkanzlers George Gordon, 4. Earl of Huntly, während etwa Bartholomew de Villemore nun die Staatsfinanzen kontrollierte.
Im Juli 1554 begab Marie sich nach Jedburgh und machte diese Stadt für zwei Wochen zum Sitz eines wandernden Gerichtshofs; dabei hoffte sie eine langjährige Fehde zwischen den schottischen Clans Scott und Kerr zu schlichten. 1555 nahm sie an Parlamentssitzungen teil, bei denen Gesetze zur Reform der Justizverwaltung und zur Regelung des Handels beschlossen wurden. Im nächsten Jahr besuchte sie während einer Reise u. a. Inverness und Aberdeen.
Marie sah sich von den Mitgliedern des Anfang 1557 einberufenen Parlaments ablehnend behandelt und mit dem Vorwurf konfrontiert, dass die Ehe ihrer Tochter mit dem Dauphin noch immer nicht geschlossen war. Dabei war die Regentin selbst an einer baldigen Verheiratung ihrer Tochter mit dem französischen Thronfolger höchst interessiert, konnte aber nur wenig zu ihrer Realisierung beitragen. Nachdem Philipp II. von Spanien seine Gemahlin Maria I. von England im Juni 1557 zum Kriegseintritt gegen Frankreich bewogen hatte, befahl Marie de Guise im Herbst 1557 einem schottischen Heer, in England einzufallen, obwohl sie Maria Tudor früher unverbrüchliche Freundschaft versprochen hatte. Die schottischen Soldaten kehrten allerdings wieder heim, ohne ihren Auftrag ausgeführt zu haben. Als wegen des steigenden Einflusses der Familie Guise in Frankreich schließlich die Hochzeit Maria Stuarts mit dem Dauphin am 24. April 1558 über die Bühne ging, hatte die junge schottische Königin auch geheime Klauseln ihres Ehevertrags unterschrieben, nach denen Schottland im Fall ihres kinderlosen Todes an Frankreich fallen sollte.

## Auseinandersetzungen mit den Protestanten
In ihren letzten beiden Lebensjahren musste sich die katholische Marie de Guise mit der zunehmenden Macht der Protestanten befassen, welcher Konflikt wiederholt zu kriegerischen Handlungen zwischen den beiden verfeindeten Lagern führte. Am 3. Dezember 1557 hatten sich die protestantischen schottischen Adligen als Lords of the Congregation zu einem ersten Bündnis zusammengeschlossen. Bis zu einem gewissen Maß hatte die schottische Regentin auch die wachsende Zahl protestantischer Prediger geduldet, die während der Regierung der katholischen Maria I. keine englische Unterstützung erwarten konnten. Als die Tudor-Königin aber am 17. November 1558 starb, wurde ihre protestantische Halbschwester Elisabeth I. neue englische Herrscherin. Dagegen erhob Maria Stuart als Urenkelin Heinrichs VII. ebenfalls Anspruch auf die englische Krone, da Elisabeth I. eine illegitime Tochter Heinrichs VIII. und Häretikerin sei. Zur Durchsetzung dieses Anspruchs mussten der französische König Heinrich II., der sich eine Annexion Englands und Schottlands erhoffte, und nach dessen Tod (10. Juli 1559) Maria Stuarts Gatte Franz II. dafür sorgen, dass Schottland fest katholisch gesinntes französisches Einflussgebiet blieb. Aufgrund der Bedrohung ihrer Herrscherstellung mischte sich Elisabeth I. ihrerseits ab 1559 heimlich auf Seiten der Protestanten in die innerschottischen Religionsstreitigkeiten ein.
Marie de Guise hatte vielleicht schon nach der Heirat ihrer Tochter mit dem Dauphin eine weniger tolerante Linie gegenüber den Protestanten eingeschlagen und dabei die Unterstützung ihrer bisherigen Gegner, des Herzogs von Châtelherault und seines Halbbruders John Hamilton, gewonnen. Letzterer war Erzbischof von St. Andrews, erneuerte die alte Strenge gegen die Protestanten und ließ zur Abschreckung am 28. April 1558 den abgefallenen Priester Walter Milne verbrennen.
Im Winter 1558/59 verlangten die Protestanten von der Regentin in mehreren Petitionen u. a. das Recht der Versammlungsfreiheit und der Abhaltung der Gottesdienste in der Landessprache sowie die Aufhebung der Gesetze gegen Ketzerei. Am 1. Januar 1559 wurde von ihnen ein anonymer Aufruf (Beggars’ Summons) veröffentlicht, in dem katholische Priester mit der Vertreibung bedroht wurden, da ihr Besitz den Armen gehöre. Marie wollte nun die protestantischen Geistlichen ächten und befahl ihnen, am 10. Mai vor ihr in Stirling zu erscheinen. Es kam jedoch vorher zu Unruhen. Der wortgewaltige schottische Reformator John Knox kehrte damals von Frankreich in seine Heimat zurück und predigte am 4. Mai in Perth gegen die Messe und Bilderverehrung, woraufhin eine fanatisierte Menge die Bilder und Altäre in den dortigen Kirchen zerstörte.
Die Regentin und Châtelherault zogen mit einem Heer nach Perth, mussten jedoch angesichts der Überlegenheit ihrer Gegner verhandeln. Es kam zu einer am 29. Mai 1559 zwischen den Streitparteien getroffenen Vereinbarung; da Marie aber u. a. eine Garnison in Perth stationierte, flammten neue Kämpfe auf. Aufgrund der großen Stärke der feindlichen Streitkräfte vermieden Maries Feldherren Châtelherault und Henri Cleutin am 13. Juni eine Schlacht bei Cupar in Fife und erreichten eine neue kurzzeitige Übereinkunft. Marie zog sich zu ihrem Schutz nach Dunbar Castle zurück, während die Protestanten Stirling und am 29. Juni Edinburgh einnahmen. Châtelherault und Henri Cleutin marschierten gegen Edinburgh, verhandelten mit einigen Lords of the Congregation und beide Seiten unterzeichneten am 23. Juli einen Waffenstillstand, dessen Bedingungen u. a. einen Rückzug der protestantischen Truppen aus Edinburgh, die Anerkennung der Autorität Maries de Guise und Maria Stuarts durch die Lords und gegenseitige religiöse Toleranz bis zum 10. Januar 1560 vorsahen. Die Regentin konnte nun wieder in Edinburgh einziehen.
Trotz der erzielten Verständigung zwischen der Regentin und den protestantischen Adligen kam es bald zu neuen Spannungen. Mit der am 10. Juli 1559 erfolgten Thronbesteigung des erst 15-jährigen Franz II. gewannen die Brüder Maries in Frankreich fast unumschränkten Einfluss. Sie versprachen, zur Unterstützung ihrer Schwester so bald wie möglich ihren jüngsten Bruder, den Marquis René II. d’Elbeuf, mit einer großen Armee nach Schottland zu entsenden und schickten mittlerweile als ihre Botschafter De la Brosse und den Bischof von Amiens, Nicolas de Pellevé. Andererseits war Elisabeth I. an einer Schwächung der Macht der katholischen Kirche und der Familie Guise in Schottland interessiert und stand in heimlichem Kontakt mit den Lords of the Congregation. Allerdings gehörte die englische Herrscherin neben den Königen Heinrich II. und Philipp II. zu den Unterzeichnern der Verträge von Cateau-Cambrésis (April 1559), die den Friedensschluss zwischen England und Frankreich bzw. zwischen Spanien und Frankreich besiegelten. Daher vermied Elisabeth I. eine offene Hilfe für die rebellischen schottischen Protestanten, um nicht eine baldige verstärkte französische Militärintervention in ihrem nördlichen Nachbarland zu riskieren. Stattdessen betrieb sie eine vorsichtig-verwirrende Politik, unterstützte die aufständischen Barone nur unter großer Geheimhaltung finanziell und stachelte sie zu weiterem Widerstand gegen die Regentin an, während sie offiziell jeglichen von ihr persönlich verordneten Beistand für die Kongregation leugnete – so etwa anlässlich einer Anfang August 1559 erhobenen Beschwerde Maries de Guise, die ihre Spione hatte, wegen Elisabeths mutmaßlicher Agitation in Schottland.
Mit Hilfe des englischen Geheimdienstes entging unterdessen der am europäischen Kontinent befindliche protestantische Sohn Châtelheraults, James Hamilton, 3. Earl of Arran, der Verfolgung durch die Franzosen. Der junge Arran gelangte Anfang September 1559 mit englischer Unterstützung sicher nach Schottland, woraufhin sein Vater Châtelherault sofort Marie de Guise verließ und sich den Lords of the Congregation anschloss. Die gesundheitlich schon sehr angeschlagene und unter großem Geldmangel leidende Regentin ließ Leith befestigen und übersiedelte aus Sicherheitsgründen dorthin, als die protestantischen Adligen am 18. Oktober Edinburgh besetzten. Letztere entzogen der in Leith unter dem Schutz französischer Soldaten stehenden Marie am 21. Oktober die Regentschaft, übertrugen diese einem 13köpfgen Regentschaftsrat unter der Führung Châtelheraults und belagerten Leith. Allerdings gewährte Elisabeth I. den Lords weiterhin nur finanzielle Hilfe und der Marie treu ergebene James Hepburn, 4. Earl of Bothwell fing am 31. Oktober eine von der englischen Königin der Kongregation gesandte beträchtliche Geldsumme ab, womit es für Elisabeth noch schwerer wurde, den äußeren Schein ihrer angeblichen Nichteinmischung in Schottland zu wahren. Die aufständischen Adligen konnten Leith nicht erobern und mussten am 6. November 1559 Edinburgh räumen, wohin sich die Regentin daraufhin wieder begab. Von einer bald darauf erfolgten drastischen Gesundheitsverschlechterung konnte sich Marie noch einmal etwas erholen.

## Letzte Monate und Tod
Die letzten Misserfolge der schottischen Protestanten bewogen England zu einer direkteren Intervention. Thomas Howard, 4. Duke of Norfolk sollte mit einer einige Tausend Mann starken Landarmee in Schottland einrücken und William Winter mit einer Flotte in den Firth of Forth segeln und dort jegliche Hilfe für die Regentin unterbinden sowie französische Schiffe bekriegen. Winter führte seinen Auftrag im Januar 1560 erfolgreich aus und erklärte gegenüber Abgesandten Maries de Guise, dass er eigenmächtig ohne Wissen Elisabeths I. gehandelt habe, welche Behauptung indessen bei der Regentin auf keinen Glauben stieß. Eine unter dem Befehl des Marquis d’Elbeuf gleichzeitig aufgebrochene französische Verstärkungsflotte für Marie geriet hingegen in einen Sturm und musste umkehren.
Von den folgenden Verhandlungen zwischen Elisabeth I. und den schottischen Protestanten war John Knox vor allem wegen seiner 1558 veröffentlichten, gegen Frauenherrschaft gerichteten Schrift The first blast of the trumpet against the monstruous regiment of women ausgeschlossen; dieser Traktat machte ihn nämlich für die englische Monarchin inakzeptabel, obwohl er vornehmlich gegen die Herrschaft katholischer Regentinnen wie Marie de Guise angeschrieben hatte. In dem am 27. Februar 1560 abgeschlossenen Vertrag von Berwick einigten sich die Lords of the Congregation und der Herzog von Norfolk als Repräsentant Elisabeths I. auf die Bedingungen, unter denen die Engländer ihren Verbündeten bei der Vertreibung der französischen Truppen aus Schottland helfen würden. William Grey, 13. Baron Grey de Wilton beteiligte sich nun mit englischen Streitkräften ab Anfang April an der Belagerung von Leith. John Erskine, 17. Earl of Mar gewährte der kranken Marie de Guise Zuflucht im Edinburgh Castle, von dessen Belagerung die englische Königin absah.
Jean de Monluc, Bischof von Valence, war im März 1560 im Auftrag der Guise-Brüder zur Vermittlung im schottischen Konflikt auf die Britischen Inseln gereist, aber vom Herzog von Norfolk längere Zeit aufgehalten worden. Er durfte schließlich am 22. April mit Marie de Guise sprechen, die nach seiner Einschätzung trotz ihrer Krankheit und Auseinandersetzungen mit den Protestanten unverzagt war. Am 7. Mai erlitten die Leith belagernden schottischen und englischen Truppen bei einem Angriff auf die Festung eine verlustreiche Niederlage. Aber Maries Gespräche mit englischen Gesandten blieben fruchtlos und ihre Briefe mit Durchhalteparolen an Henri Cleutin wurden abgefangen.
Ende Mai 1560 wurde Marie schwer krank. Am 8. Juni führte sie noch eine rührende Unterhaltung mit den Lords of the Congregation und bat sie, an der alten Freundschaft mit Frankreich festzuhalten sowie für den Abzug der englischen und französischen Truppen aus Schottland zu sorgen. Danach machte sie ihr einfaches Testament. Sie starb im Alter von 44 Jahren etwa eine halbe Stunde nach Mitternacht am 11. Juni 1560 an Wassersucht in Edinburgh Castle. Einen knappen Monat später beendete der Vertrag von Edinburgh vom 6. Juli 1560, nach dem alle ausländischen Truppen Schottland verlassen sollten, die Kampfhandlungen um Leith. Letztendlich hatte Marie vergeblich versucht, ihrer Tochter ein katholisches, profranzösisches Schottland zu erhalten; vielmehr befand sich dieses Land auf dem Weg, eine protestantische und proenglische Nation zu werden.
Maries zunächst in einem Bleisarg in Edinburgh Castle ruhender Leichnam sollte nach Frankreich überführt werden, wozu allerdings erst im März 1561 die Erlaubnis erteilt wurde. Ihre Beisetzung erfolgte schließlich im Juli 1561 in der Abtei Saint-Pierre-les-Dames in Reims, wo ihre Schwester Renée Äbtissin war. Das für Marie errichtete Marmorgrabmal mit einer lebensgroßen Bronzestatue von ihr wurde während der Französischen Revolution zerstört.

## Marie de Guise im Film
- In dem Film Elizabeth wird die Rolle der Marie de Guise von der französischen Schauspielerin Fanny Ardant gespielt, wobei sich der Film nicht an die geschichtlichen Fakten bezüglich ihres Todes hält.
- In der US-amerikanischen Serie Reign (2013–2017) wird die Rolle der Marie de Guise von Amy Brenneman gespielt.